# (290001) Uebersax
(290001) Uebersax est un astéroïde de la ceinture principale.

## Description
(290001) Uebersax est un astéroïde de la ceinture principale. Il fut découvert le 10 août 2005 à Vicques par Michel Ory. Il présente une orbite caractérisée par un demi-grand axe de 3,04 UA, une excentricité de 0,23 et une inclinaison de 17,4° par rapport à l'écliptique.

## Compléments